# 高島浅五郎
高島 浅五郎（たかしま あさごろう、文政4年（1821年） - 元治元年3月29日（1864年5月5日）は、江戸時代の長崎の地役人、砲術家。長崎町年寄の高島秋帆の長男。名は茂武、または茂助。号は晴城。長崎町年寄・久松家の久松碩次郎は伯父で、久松土岐太郎は実弟にあたる。妻は長崎代官の11代目高木作右衛門の娘・かつ。
長崎の遠見番の中村六之助に西洋砲術や軍法を教え、大島高任に金属精錬技術を指導し、肥前蓮池藩藩主の鍋島直与の命で巨砲数10門を鋳造している。

## 略歴
文政4年、長崎町年寄・高島家の長男として生まれる。
父に従い、西洋砲術や荻野流砲術を修める。山本晴海に漢籍を学び、作詩にも長じた。
天保12年（1841年）1月22日、21歳の時に父の秋帆とともに長崎を発ち、江戸に赴く。秋帆の門弟たちにより編成された銃隊二個中隊により、徳丸ヶ原で砲術演習を行ない、浅五郎は第二隊長を務める。
天保13年（1842年）10月2日に父秋帆の疑獄事件が起き、秋帆は高島家手代たちとともに捕らえられる。当時町年寄見習いだった浅五郎は、町年寄薬師寺宇右衛門家にお預けとなる。浅五郎は、御目見得以上の高木作右衛門の娘と縁組をしたことが身分をわきまえないこととして罪に問われる（天保13年12月6日付の長崎奉行・伊沢政義から江戸町奉行・鳥居耀蔵宛の私信、および弘化3年（1846年）の判決文より）。
天保14年（1843年）正月19日、罪に問われた秋帆や手代、唐通事たちとともに囚人籠に乗せられて江戸へ護送される。
弘化3年7月25日、秋帆が安中候預けとなった際に、浅五郎は連座して50日間の押込めとなる。翌4年（1847年）9月、町年寄を免職、扶助として5人扶持を支給される。のちに長崎に帰り、高島流砲術の師範をする。
嘉永6年（1853年）に秋帆が赦免されるのにともない高島流は再び盛んになる。浅五郎は江戸で幕府講武所の砲術教授方となり、のちに大砲差図役にすすむ。江戸へ出府する際、久松家の留守居役・中島名左衛門に秋帆邸を預け、後事を託す。
文久2年（1862年）8月1日、語学所英語教授を務めていた嫡子・孫太郎茂巽が19歳で病死。
文久3年（1863年）、将軍徳川家茂による第1次長州征伐の際、大砲差図役として、病身をおして京都に赴く。
元治元年3月29日、病状が悪化し、死去。享年44。
浅五郎の死後、秋帆は幕臣福田作太郎重固の弟・兵衛（高島茂徳）を養子にする。